# Avenue Franklin Roosevelt (Bruxelles)

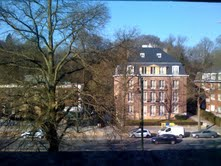
Avenue Franklin Roosevelt

Avenue Franklin Roosevelt este o stradă în Bruxelles, Belgia. Este strada paralelă cu Bois de la Cambre. Este o stradă cu multe case vechi din al Doilea Război Mondial.